# Арапска поезија
Арапска поезија (арапски : الشعر العربي ) је најранији облик арапске књижевности. Садашње знање поезије у арапском датира из 6. века, али се верује да усмена поезија претходи томе.
Арапска поезија подељена је у две основне врсте, римована или мерена, и проза, при чему прва увелико претходи другој. Римована поезија сакупљена је у петнаест различитих метара прикупљених и објашњених од стране ал-Фарахидија у делу „Наука Аруда“. Ал-Акхфаши, студент ал-Фарахидија, касније је додао још један метар да би их било шеснаест. Метри у ритмичкој поезији су познати у арапском као „мора“ (بحور / бухур). Мерна јединица од мора је познат као „таф'илах“ (تفعيلة), и свако море садржи одређени број таф'илаха којих песник мора да се придржава у сваком стиху (بيت / Баит) песме. Поступак мерења песме је веома ригорозан. Понекад додавање или уклањање сугласника или самогласника може померити баит из једног метра у други. Такође, у везаној поезији, сваки баит мора да се заврши са истом римом (قافية / кафииат) током песме.
Истраживачи и критичари арапске поезије обично је сврставају у две категорије: класичну и модерну поезију. Класична поезија је написана пре арапске ренесансе (Ал-Нахдах). Тако, сва поезија која је написана у класичном стилу назива „класична“ или „традиционална“ поезија, јер следи традиционални стил и структуру. Назива се још и „хоризонтална поезија“ због своје хоризонталне структуре. Савремена поезија, с друге стране, одступа од класичне поезије у свом садржају, стилу, структури, рими и темама.

## Преисламска поезија
Први велики песник предисламског доба је Имру'ал-Каис, последњи краљ краљевства Кинда. Иако већина поезије тог доба није сачувана, оно што је сачувано сматра се најбољим од арапске поезије до данас. Поред елоквентности и уметничке вредности, преисламска поезија представља важан извор за класични арапски језик, како у граматици и речнику, тако и као поуздан историјски доказ политичког и културног живота тог времена.
Поезија има важно место у предисламском друштву са песником који је имао улогу историчара, пророка и пропагандисте. Речи хвале свог племена и сатира клевећења других племена били су неке од најпопуларнијих облика ране поезије. Песники представља престиж сваког племена и значај у Арабијском полуострву, и подсмева се биткама кроз поезију а понекад је борба усменом поезијом била уместо ратова. Указ, тржишни град недалеко од Меке, редовно је био угоститељ фестивала поезије где су радови песникас били изложени.
Поред песника, често као његов песнички шегрт, био „рави“ или рецитатор. Посао равије је био да науче песме напамет и да их рецитују са објашњењима и често са украсима. Ова традиција дозвољава пренос ових поетских дела и праксе касније су усвојили хафизи за њихово меморисање Курана. У неким периодима било је непрекинутих ланаца славних песника, сваки обучава равију да промовише његове стихове, а затим да преузму од њих и наставе песничку традицију.
Један од најчувенијих песника предисламског доба су Имру'ал-Каис, Самав'ал ибн' Адија, Тарафа, Зухаир, и Антара. Остали песници, као што су Та'абата Шарран, ал Шанфара, 'Урвах Ибн ал-Ворд, били су познати као песници барабе, чија су многа дела били напади на ригидности племенског живота и хвалу самоћи. Неки од ових напада на вредности клана и племена треба да буду иронични, да задиркују слушаоце само да би коначно прихватили све што су чланови публике сматрају најдражим о њиховим заједничким вредностима и начину живота. Док су такви песници били уско идентификовани са својим племенима, други, попут ал-А'ша, били познати по својим лутањима у потрази за послом код оних коме је потребна поезија.
Најбоље од тих раних песама су сакупљени у 8. веку као Му'алаке што значи „обешене песме“ (јер су висиле на или у Ћаби) и Муфадалијат што значи преглед или антологија ал-Муфаддал екипе. Му'аллакат имају за циљ да буду дефинитиван извор епохе са само једним примером рада сваког од такозваних „седам величанствених“, иако различите верзије разликују у избору реномираних писаца. Муфадалијат са друге стране радије садржи случајну колекцију.
Постоји неколико карактеристика које разликују преисламску поезију од поезије каснијих времена. Једна од тих карактеристика је да је у преисламској поезији више пажње посвећено елоквенцији и формулацији стиха него о песми као целини. То је резултовало у песмама које карактерише јак речник и кратке идеје, али са лабаво повезаним стиховима. Друга карактеристика је романтични или носталгични увод са којим би пред-исламске песме често почеле. У овим уводима, тематску целину под називом „насиб“, песник ће се присетити своје вољене.

## Поезија за време ислама
Ове ране песме донекле су сматране претњом по новом расту ислама и ако не заправо потиснута, биле је ван употребе већ неколико година. Песник и њихове изјаве биле су превише уско повезане са религијом која претходи исламу, а улога песника је издвојена за критику Курана. Они су такође хвалили предмете сумњивих заслуга као што су вино, полни однос и коцкање, који се сукобио са новом идеологијом. Сатиричне песме које нападају идеју или вође биле су мање цензурисане. Док су неки песници рани преобраћеници, поезији око или у славу ислама требало је мало времена да се развије.
Значај раних песама исламским учењацима, доводи до њиховог очувања. Не само да су песме осветле живот у раним годинама ислама и његовим претходницима, оне су такође показале основе за проучавање лингвистике од који се Куран сматра као врхунац.
Многи од преисламских облика стиха су задржани и унапређени. Нака'ид, где два песника размене креативне увреде, били су популарни код ал-Фараздака и Џарир да размене погрдности. Традиција је настављена у нешто модификованом облику, у којој „витешка борба“ две групе у стиху, и даље је популаран стил у Либану.

### Судски песници
Гајлан ибн 'Укбах, звани Дху ал-Руммах, се обично сматра последњим бедуинским песником. Његови радови су наставили теме и стил преисламских песника, нарочито хвали суров али једноставан пустињиски живот, традиционално рецитовани у кругу логорске ватре. Иако су такве теме настављене и враћене од стране многих модерних, урбаних песника, овај поетски живот уступа место судским песницима. Сређенији, удобнији и луксузан живот у Омајадским судовима довело је до већег нагласка на газал или љубавну поезију. Главни међу овом врстом песника био је Абу Нувас. Не само да се Абу Нувас подсмевао традиционалној поетској форми касида и пише многе песме у славу вина, његова основна делатност је била писање скаредних љубавних песама од којих су многе биле отворено хомосексуалне.
Суфијска традиција такође је произвела поезију уско повезану са религијом. Суфизам је мистичко тумачење ислама и наглашава је алегоријску природу језика и писма. Под маском љубавних или песми о вину размишљае о смртном телу и покушају да се постигне трансценденција. Рабиа ал-Адавија, Абд Јазид ал-Бистами и Мансур ал-Халај су и неки од најзначајнијих суфи песника, али је њихова поезија и доктрина се сматра опасном, а ал-Халај је на крају разапет за јерес.
Важна доктрина арапске поезије од самог почетка јесте његова комплексност, али у периоду од судске поезије ово је постала уметност сама по себи позната као „Бади`“. Има карактеристика као што су метафоре, игре речи, теолошких алузија. Башар ибн Бурд је био зачетник у развоју ових сложености које су каснији песници сматрали да треба да промене. Ово може да арапску поезију учини још тежом за превод него поезија других језика, са много губитака песничке вештине у преводу.
Арапска поезија опала је после 13. века, заједно са много литературе због успона персијске и турске књижевности. Процветала је у време Ал-Андалуза (Исламска Шпанија), али се завршила протеривањем Арапа 1492. Корпус је претрпео велика разарања у пожару 1499, када је кардинал Гонзало Хименез де Сиснерос упутио јавни аутодафе у Гранади, спаливши 1.025.000 арапских томова.

### Поетски жанрови

#### Романтичарска поезија
Чувени пример арапске романтичарске поезије јесте Мајнун и Лејла, која датира из доба Омајада у 7. веку. То је трагична прича о вечној љубави налик каснијој Ромео и Јулија.
Још једана средњевековна арапска љубавна прича је Хадис Бајад и Ријад, из 13. века написана у ал-Андалузу. Главни ликови у причи су Бајад, син трговаца и странца из Дамаска. Ријад, добро образована девојка у суду од неименованог Хаџиба из ал-Андалуза (везир или министар). Rукопис Хадис Бајад i Ријад се верује да је једини илустровани рукопис који је преживео из више од осам векова муслиманског и арапског присуства у Шпанији.
Било је неколико елемената дворске љубави које су развијене у арапској поезији, односно појмови „љубави ради љубави“ и „уздизање вољене даме“ које су праћене уназад до арапске књижевности у 9. и 10. веку. Појам „оплемењујуће моћи“ љубави је развијен у раном 11. веку, од персијског психолога и филозофа, Ибн Сина (познат као Авицена на енглеском језику), у својој Расправи о љубави. Коначни елемент дворске љубави је појам „љубав као жељом која се никад неиспуни“, понекад се такође подразумевала у арапској поезији.
Енциклопедија браће Чистоте у 10. веку има фиктивну анегдоту о „принцу који одлута из своје палате током своје свадбе, и пијан, проводи ноћ на гробљу, мешајући леш са младом. Прича се користи као гностичка парабола пре-егзистенције душе и њен повратак из свог земаљског боравка“.
Многе приче у Хиљаду и једној ноћи су такође љубавне приче или садрже романтичну љубав као централну тему, укључујући и приче о Шехерезади, а многе од тих прича које је она приповедала су „Аладин“, „Али Баба“, „Чаробни коњ“ и „Три јабуке“.

#### Сатирична поезија
Жанр арапске сатиричне поезије је био познат као хиџа. Сатира је уведена у арапску прозе литературом афро-арапског аутора ал-Џахиза у 9. веку. Док се бавио озбиљним темама, које су сада познате као антропологија, социологија и психологија, он је увео сатирични приступ који је „заснован на претпоставци да колико озбиљан предмет у разматрању био, он може бити више занимљив и тако постићи већи ефекат, само ако један грумен свечаности као што је убацивање неколико забавних анегдота или избацивање неких духовитости или парадоксалних опсервација. Био је свестан да, у разматрању нових тема у његовој прозним радовима, он би морао да користи речник који је у својој природи много познатијим као Хиџа, сатирична поезија“. На пример, у једном од својих зоолошких радова, он је сатирично преставио предност дужину мушког полног органа, пише: „Ако је дужина пениса знак поштовања, онда би мула припадала часном племену Курејша“.
У 10. веку, писац Та'алиби забележио је сатиричну поезију написану од песника Салама и Абу Дулафа, где Салам хвали Абу Дулафову ширину знања, а затим исмева његову способност у свим овим темама, а Абу Дулаф одговора назад сатиризући Салама. Као пример арапске политичке сатире укључује још једног песника 10. века Џарира који саторизује Фараздака као „преступника Шеријата“ и каснији арапски песници користили су термин као Фараздак као пример политичке сатире.

### Песничке теме
- Мадих - похвала или хвалоспеви
- Хиџа - сатира или ругалице
- Ритха - елегија
- Васф - описне песме
- Газал - љубавне песме, понекад и родољубиве
- Хамиријат - песме о вину
- Тардијат - песме о лову
- Зухдијет - аскетске песме
- Факире - хвалоспеви
- Хамаса - ратна поезија

### Поетске форме
Поезија у арапском је традиционално груписана у диване или збирке песама. Оне могу бити организоване по песнику, племеу, теми или назив сакупљача као што је Асма'ијат од ал-Асма'ија. Већина песама нису имале наслове и они су обично су називане по њиховим првим редовима. Понекад су распоређене по абецедном реду њихових рима. Песничка улога у арапском развијана је на сличан начин као песника на другим местима. Безбедност и лако покровитељство у дворовима више није био доступно почетком 20. века, али успешан песник, као што је Низар Кабани успева да успостави своју издавачку кућу.
Велики део целокупне арапске поезије је написан коришћењем монориме, Касиде. То је једноставно коришћење исте риме у сваком стиху песме. Иако ово може изгледати лоша шема за риму за људе навикнуте на западну литературу, она има смисла на арапском језику као што има само три самогласника који могу бити дуги или кратаки.

#### Му'рабат, књижевни арапски
- Кариде
  - Кит'ат - елегија или кратка песма о неком догађају
  - Касиде - оде, намењене да пренесу поруку; дужа верзија Кит'ат
- Мувашат - опасан; дворска љубавна поезија
- Руба'и - катрен
- Раџас - дискурс у рими

#### Малхунат, колоквијална поезија
- Кана ја макан - било једном давно
- Кума
- Заџал - онај који виче
- Мавал или Мавалија - народна поезија у четири римована стиха
- Набати - народна поезија племена на Арабијском полуострву и Сиријске пустиње
- Хумајни - народна поезија Јемена

### Књижевна теорија и критика
Књижевна критика у арапској литератури често је усредсређена на религијске текстове, као и неколико дугих верских традиција херменеутике и текстуалне егзегезе имала је изузетан утицај на изучавање секуларних текстова. То је посебно био случај са књижевном традицијом исламске књижевности.
Књижевна критика је такође заступљена у другим облицима средњовековне арапске књижевности и поезије из 9. века, посебно од ал-Џахиза и Абдулаха ибн ал-Му'таза.

## Модерна поезија
Почевши у 19. и почетком 20. века, као део онога што се данас назива арапска ренесанса или ал-Нахда, песници као што су Френсис Мараш, Ахмад Шавки и Хафиз Ибрахим почели су да истражују могућност развоја класичне песничке форме.Неки од ових неокласичних песника су упознати са западном књижевношћу, али углавном настављају да пишу у класичним формама, док други, осуђујући слепу имитацију класичне поезије и понављање њених тема, траже инспирацију из француског или енглеског романтизма.
Заједничка тема у већини дела нове поезије је употреба љубавне поезије у славу домовине песника. Ово је било манифестовано као национализам за новонасталим националним државама у региону или у ширем смислу као арапски национализам наглашавајући јединство свих арапских народа. Песме хвале (мадих), и сатира (хиџа) су поново постале актуелне. Шавки је написао неколико радова хвалећи реформистичког турског лидера Кемала Ататурка, али када је Ататурк укинуо калифат, Шавки није каснио са нападима у стиху. Политички ставови у поезији често су били непожељани у 20. веку него што су били у 7., а неколико песника су суочени са цензуром или, у случају Абд ал-Вахаб ал-Баијатија, избеглиштвом.
После Другог светског рата, постојао је углавном неуспешан покрет неколико песника који пишу песме у слободном стиху. Већина ових експеримената су напуштена у корист прозне поезије, чији се први примери у савременој арапској књижевности налазе се у списима Франциса Марраша, а чији су двојица најутицајнијих заговорника били Назик ал-Малаика и Иман Мерсали. Развој модернистичке поезије утицао је на поезију на арапском. Ирачки песник Шакир Бадр ал-Сајаб се сматра зачетником слободног стиха у арапској поезији. У скорије време, песници као што су Адунис померили су границе стилских експеримената још даље.